# Township de Bawlakhe
Le township de Bawlakhe (birman : ဘော်လခဲမြို့နယ်) est un township du district de Bawlakhe, dans l’État de Kayah. Son chef_lieu est Bawlakhe

## Population
Le township compte environ 10 000 habitants, dont la moitié de Karennis (aussi appelés aussi Karens rouges ou Kayahs). Dans l'autre moitié, on trouve principalement des Shans, mais aussi des Khyangs, des Karens, des Bamars et des Arakanais.
S'il y a environ 8000 personnes pouvant voter, près de 1000 sont des militaires (ou membres de leurs familles), le township abritant 3 bataillons de la Tatmadaw et une base de garde-frontières 